# Eucithara lyra
Eucithara lyra é uma espécie de gastrópode do gênero Eucithara, pertencente à família Mangeliidae.